# Іноземець (роман Роберта Соєра)
«Іноземець» (англ. Foreigner) — науково-фантастичний роман канадського письменника Роберта Соєра, вперше надрукований 1994 року видавництвом Ace Books. Остання книга трилогії «Вознесіння Квінталіо», яка вийшла після книжок «Далекий Провидець» і «Мисливець на скаменілості». Книга зображує подібний до Землі світ на місяці, який обертається навколо газового гіганта, населеного різновидом високорозвинених, чуйних тиранозаврів під назвою Квінталіос, серед різних інших істот з кінця крейдяного періоду, завезених на цей місяць інопланетянами 65 млн років тому.

## Сюжет
На початку роману Афсан випадково потрапляє під колісницю, завдаючи собі серйозних тілесних ушкоджень на обличчі. Оскільки Квінталіос може регенерувати велику кількість тканин, рани Афсана заживають, і в процесі цього також відновлюються його очі, вирізані Єналбом у «Далекому Провидці». Однак Афсан не повертає собі зір, незважаючи на повністю анатомічно функціональні очі. Вірячи припущенню, що проблема може бути психологічною, він консультується з Моклебом, який нещодавно був піонером у новій галузі психоаналізу. Хоча це не допомагає повернути зір, він виліковує хронічні кошмари та безсоння, від яких Афсан страждав після проходження королівського відбору у «Мисливці за скаменілостями».
Оскільки Місяць, на якому проживають Квінтальо, продовжує свою внутрішню спіраль до гігантської планети, відомої як «Обличчя Бога», смерть їхнього світу продовжує спонукати до прискорення їх наукового прогресу. У межах відкритого космічного корабля Джиджакі Квінталіо випадково провокує утворення вежі кіїт — синього нанотехнологічного матеріалу. На велике їх здивування, ця вежа простягається аж до точки Лагранжа над поверхнею Місяця. Новато вирушає вгору, роблячи монументальне відкриття: вона виявляє, що існує своєрідна система камер спостереження, яку видно на всі світи, до яких «Страж» (з «Мисливця на скаменілості») мав транспортне життя Джиякі з Сола III (Земля). Залишаючись спостерігати, вона бачить багато форм життя, включаючи істот, схожих на червоних крапель, Квінтальоса та людей. Вона також помічає, що декілька камер з чорними екрани, турбуючи її щодо можливого значення. Приступаючи до вивчення споруди у верхній частині вежі, вона випадково відкриває шлюзовий отвір, який ледь не вбив її. Незважаючи на порятунок за допомогою аварійних систем, вона розуміє, що розвиток авіації Квінтальйос до цього моменту буде недостатнім для евакуації їхнього Місяця, оскільки у космосі немає повітря, на якому можуть пересуватися крилаті літаки.
Тим часом Торока робить не менш разюче відкриття — ще один розумний вид сауріан, який населяє невеликий архіпелаг по той бік Місяця з континенту, відомого як Суша. Ці динозаври помітно відрізняються як у фізіології, так і в психології від квінтальойосів; що найважливіше, вони використовують інструменти та готують м’ясо, здатні брехати та мають зменшений статевий диморфізм, останній з яких змушує всіх квінтальос, окрім Тороки — у якої немає територіальних інстинктів — негайно вступити у розпач. Після того, як капітан Кенір убив двох «Інших» у своєму шаленстві, Торока намагається домовитися, але зовсім невдало. Однак інші зрештою вирішують, що квінтальйос представляють загрозу для їх виживання, і вирішують знищити квінтальйос, посилаючи величезний флот на Сушу. В останній спробі врегулювати конфлікт Афсан вирушає на один із кораблів, де його вбивають. Подолавши свою культурну неприязнь до інструментів, квінтальйос помститься, використовуючи свої прототипи літаків як літаки-бомбардувальники, скидаючи речовину, схожу на напалм, на флот противника, знищуючи його.
Зрештою, Афсан повертає зір, але незабаром після цього помирає від отриманих ран. Торока, врятувавши дитину Інших, виховує її як свою.
В епілозі Квінтальйос успішно здійснив космічний політ і надіслав величезну кількість зоряних кораблів на багато планет, включаючи принаймні один — Дашетер — на Землю, первісний рідний світ. Були досягнуті й інші успіхи; наприклад, Дашетер керується штучним інтелектом під назвою Афсан, створеним для імітації манери давно померлого астронома.

## Головні теми
Наслідуючи стилю двох попередніх романів з трилогії, «Іноземець» демонструє взаємодію між наукою та релігією.  Так само як Афсан став еквівалентом Галілея і Тороки Чарльза Дарвіна, Моклеб відповідає Зигмунду Фрейду, який став першим у новій формі психології — психоаналізі.
Тема «Наука проти релігії» була применшена в порівнянні з «Далеким Провидцем», оскільки релігії квінтальйос частково зникли.